# 南越领导人列表

## 国家元首

### 越南国元首
|  | 名字              | 在职          | 离任           | 党派   | 备注                        |
|  | 保大帝 (阮福永瑞) | 1949年6月14日 | 1955年10月26日 | 无党派 | 总理职位担任至1950年1月21日 |

### 越南共和国總統
|    | 名字           | 在職           | 離任           | 黨派                             | 備註                                        |
| 1  | 吳廷琰         | 1955年10月26日 | 1963年11月2日  | 勤劳人为革命党                   | 無                                          |
| 2  | 楊文明，第一次 | 1963年11月2日  | 1964年1月30日  | 軍人                             | 革命軍事委員會主席                          |
| 3  | 阮慶，第一次   | 1964年1月30日  | 1964年2月8日   | 軍人                             | 無                                          |
| 4  | 楊文明，第二次 | 1964年2月8日   | 1964年3月16日  | 軍人                             | 無                                          |
| 5  | 阮慶，第二次   | 1964年3月16日  | 1964年8月27日  | 軍人                             | 無                                          |
| 6  | 臨時領導委員會 | 1964年8月27日  | 1964年9月8日   | 軍人                             | 委員：楊文明，阮慶和陳善謙                  |
| 7  | 楊文明，第三次 | 1964年9月8日   | 1964年10月26日 | 軍人                             | 臨時領導委員會主席                          |
| 8  | 潘克丑         | 1964年10月26日 | 1965年6月14日  | 軍人；高臺教無黨派人士           | 無                                          |
| 9  | 阮文紹         | 1965年6月14日  | 1975年4月21日  | 軍人；國家社會民主陣線（1968－） | 國家領導委員會主席和總統 （1967年及1971年） |
| 10 | 陳文香         | 1975年4月21日  | 1975年4月28日  | 文人                             | 代理，原副總統                              |
| 11 | 楊文明，第四次 | 1975年4月28日  | 1975年4月30日  | 軍人                             | 代理                                        |

### 越南南方共和国临时革命政府顾问委员会主席（国家元首）
|  | 名字   | 在职         | 离任         | 党派                            | 备注                                         |
|  | 阮友壽 | 1969年6月8日 | 1976年7月2日 | 越南共产党 越南南方民族解放阵线 | 黄晋发政府主席（总理）职位担任至1976年7月2日 |

## 政府首脑

### 越南国首相
|   | 名字        | 在职          | 离任           | 党派         | 备注                        |
| 1 | 保大 (永瑞) | 1949年6月14日 | 1950年1月21日  | 无党派       | 无                          |
| 2 | 阮攀龙      | 1950年1月21日 | 1950年4月26日  | 无党派       | 无                          |
| 3 | 陳文友      | 1950年4月27日 | 1952年6月6日   | 无党派       | 无                          |
| 4 | 阮文心      | 1952年6月6日  | 1953年12月17日 | 越南國民黨   | 无                          |
| 5 | 寶蔍        | 1954年1月12日 | 1954年6月16日  | 无党派       | 无                          |
| 6 | 潘輝括      | 1954年6月16日 | 1954年6月26日  | 大越国民党   | 代理                        |
| 7 | 吳廷琰      | 1954年6月26日 | 1955年10月26日 | 救国统一阵线 | 自1955年4月30日起兼任主席。 |

### 越南共和國副總統
- 阮玉書（Nguyễn Ngọc Thơ，1956年11月1日－1963年11月2日）
- 阮高祺（Nguyễn Cao Kỳ，1967年10月31日－1971年8月23日）
- 陳文香（Trần Văn Hương，1971年10月1日－1975年4月21日）
- 阮文玄（Nguyễn Văn Huyền，1975年4月28日－1975年4月30日）

### 越南共和国總理
- 阮玉書（Nguyễn Ngọc Thơ，1963年11月4日－1964年1月30日）
- 阮慶（Nguyễn Khánh，1964年2月8日－1964年8月29日）
- 阮春瑩（Nguyễn Xuân Oánh，代總理，1964年8月29日－1964年9月3日）
- 阮慶（Nguyễn Khánh，1964年9月3日－1964年11月4日）
- 陳文香（Trần Văn Hương，1964年11月4日－1965年1月28日）
- 阮春瑩（Nguyễn Xuân Oánh，代總理，1965年1月28日－1965年2月15日）
- 潘輝括（Phan Huy Quát ，1965年2月16日－1965年6月8日）
- 阮高祺（Nguyễn Cao Kỳ，1965年6月19日－1967年10月31日）
- 阮文祿（Nguyễn Văn Lộc，1967年10月31日－1968年5月17日）
- 陳文香（Trần Văn Hương，1968年5月28日－1969年9月1日）
- 陳善謙（Trần Thiện Khiêm，1969年9月1日－1975年4月4日）
- 阮伯瑾（Nguyễn Bá Cẩn，1975年4月4日－1975年4月24日）
- 武文牡（Vũ Văn Mẫu，1975年4月28日－1975年4月30日）

### 越南南方共和国临时革命政府主席（总理）
- 黄晋发（Huỳnh Tấn Phát，1969年6月8日－1976年7月2日）